# Muzeum Wódki w Warszawie

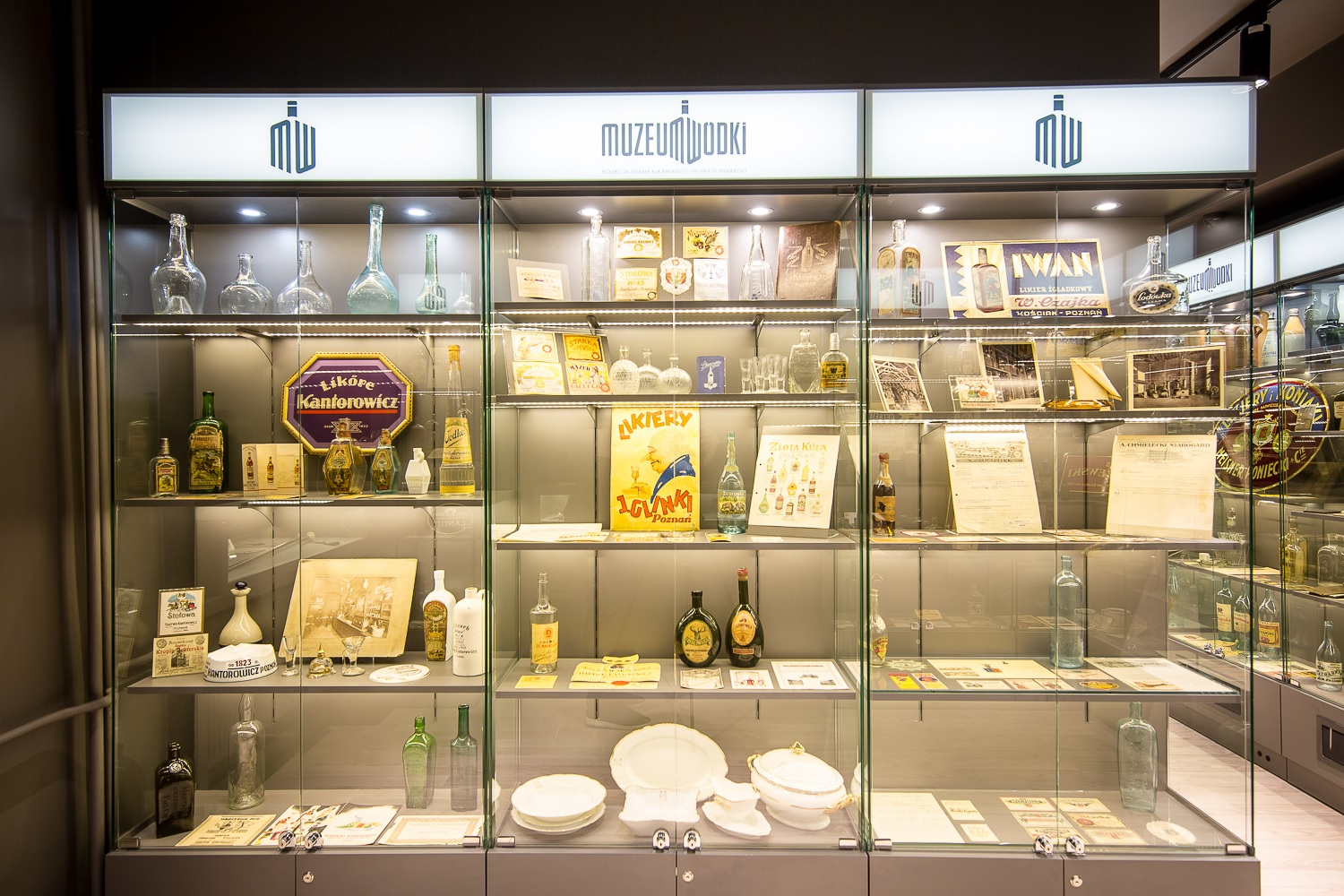
Galeria „Początek” w Muzeum Wódki

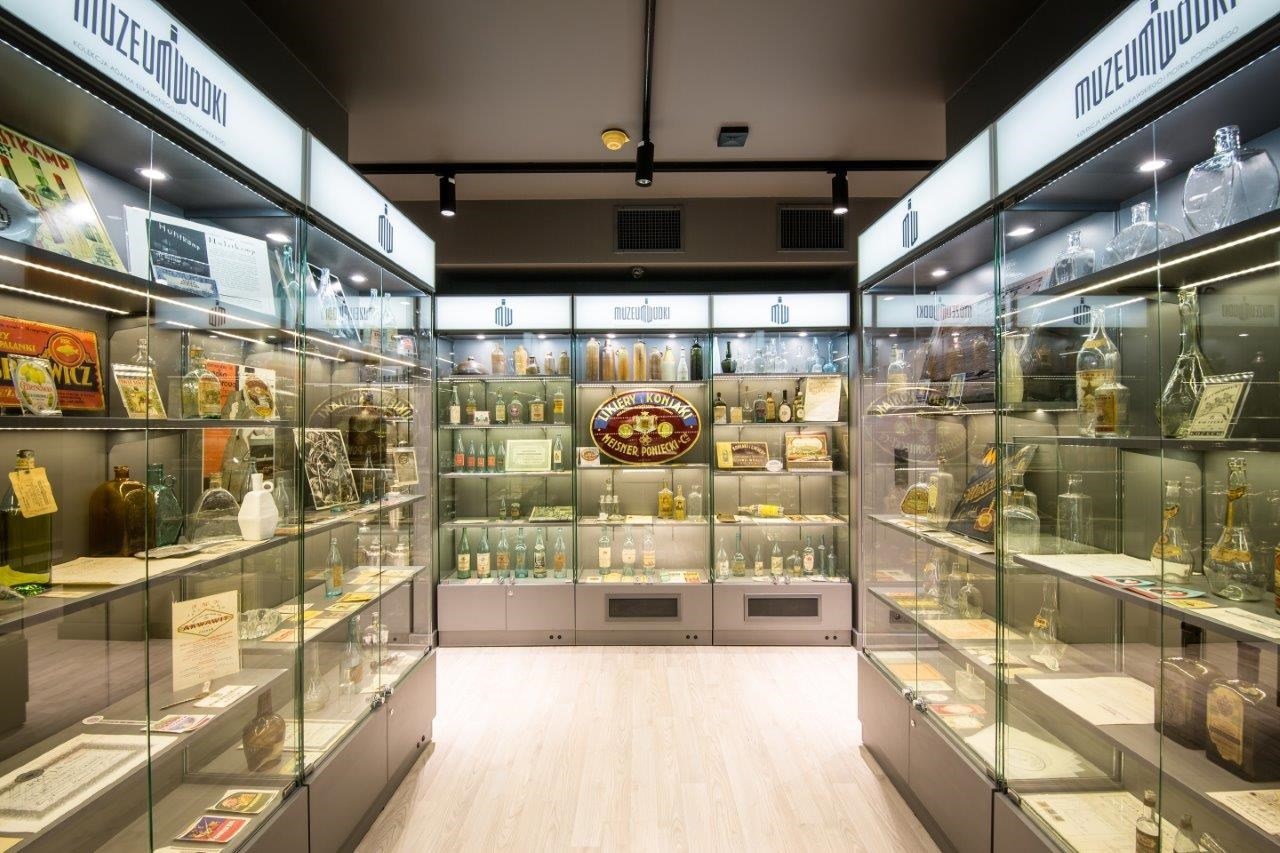
Galeria „Rozkwit i zmierzch”

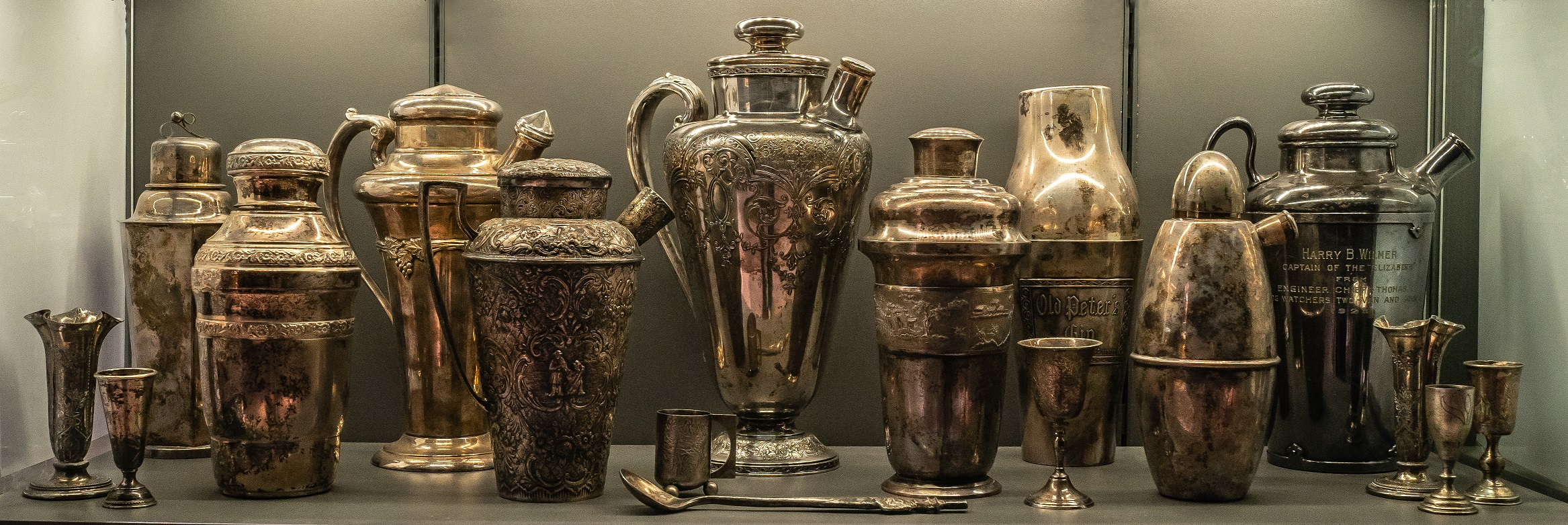
Eksponaty w muzeum

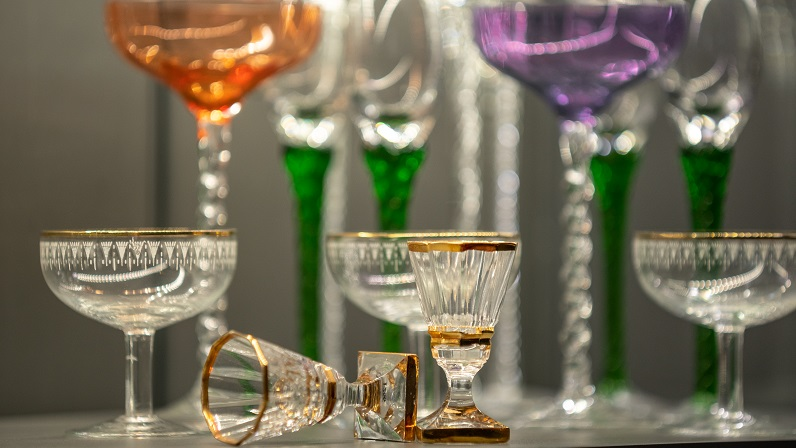
Eksponaty w muzeum

Muzeum Wódki (MW) – muzeum wódki znajdujące się przy ul. Wierzbowej 11 w Warszawie. 

## Opis
Oficjalne otwarcie placówki odbyło się 16 grudnia 2017 roku. Muzeum powstało z inicjatywy Piotra Popińskiego. Muzeum dokumentuje oraz prezentuje historię gorzelnictwa na terenach Polski, zagadnień z nim związanych oraz ukazuje wódkę w historycznym kontekście jako element dziedzictwa kultury i tradycji polskiego stołu.
Muzeum posiada w swoich zbiorach 10 tys. eksponatów związanych z historią i tradycją wódki. Pochodzą one w większości z prywatnej kolekcji Piotra Popińskiego i Adama Łukawskiego. Eksponaty przedstawiają głównie dzieje rodzin producentów, rewolucję przemysłowej oraz historię sztuki użytkowej i reklamę poprzez zbiór butelek, szkła, etykiet, plakatów czy szyldów reklamowych.
Muzeum Wódki to część Domu, którego misją jest propagowanie tradycji kulinarnych i gorzelniczych Polski. Koncept Dom Wódki w 2016 roku został uznany przez dziennikarzy BBC za jeden z symboli pozytywnych przemian Warszawy po upadku komunizmu. W maju 2018 roku Muzeum Wódki wraz z Domem Wódki zostało wyróżnione nagrodą Orła Wprost za „Innowacyjny koncept gastronomiczno-kulturalny”. W czerwcu 2018 roku za wkład w propagowanie polskich tradycji Muzeum Wódki i Dom Wódki otrzymały godło „Teraz Polska”. 
Jest jednym z dwóch muzeów w Warszawie o tej tematyce (drugim jest Muzeum Polskiej Wódki).

## Kolekcja
Zbiory Muzeum Wódki powstały z połączenia kolekcji Adama Łukawskiego i Piotra Popińskiego. Gromadzone przez ponad 20 lat przedwojenne alkohole, historyczne butelki, karafki, kieliszki, książki, winiety, karty alkoholi, reklamy, etykiety, szyldy, fotografie, grafiki, przedmioty reklamowe i inne obiekty układają się w opowieść prezentującą obraz ówczesnego świata, przez pryzmat zakładów produkcyjnych, ich wyrobów oraz ludzi, którzy od końca XVIII w. związani byli z przemysłem gorzelniczym. Wśród eksponatów znajdują się m.in. kieliszek Napoleona Bonaparte oraz manierka na wódkę, używana przez armię napoleońską w trakcie marszu na Moskwę, koktajlowe shakery z pokładu promu Queen Elizabeth, czy pierwszy na świecie podręcznik barmański z 1863 r., z odręcznym autografem autora – Jerry’ego Thomasa. W części polskiej znajdują się m.in. papierośnica i laska samego Józefa Baczewskiego – w drugiej połowie XIX w. właściciela słynnej rodzinnej fabryki we Lwowie, ojca nowoczesnej polskiej produkcji wódczanej, jednego z największych producentów alkoholu w Polsce i Europie oraz Kalendarz Gorzelniczy z 1895 r., zawierający ówczesną wiedzę na temat procesu tworzenia wódki. W Muzeum znajdują się również ponad 100-letnie, nigdy nie otwierane butelki z oryginalnymi alkoholami. Najstarszym z nich jest likier ziołowy „Altvater” z fabryki Zygfryda Gesslera z Bielska-Białej, wyprodukowany około 1890 roku.

## Wystawa stała
Wystawa stała Muzeum podzielona jest na galerie, opisujące i ilustrujące główne okresy w dziejach produkcji wódki w Polsce:
- Sala „Początek” przedstawia czasy początków krajowego przemysłu spirytusowego za pokazując historie lwowskiej rodziny Baczewskich (1782), rodziny Potockich z Łańcuta (1784) oraz Jakoba Haberfelda z Oświęcimia (1804).
- Galeria „Rozkwit i Zmierzch” poświęcona została drugiej połowie XIX i pierwszej połowie XX wieku – czyli jednemu ze „złotych okresów” produkcji wódki, ale także wprowadzenia reklamy od bardzo ozdobnych i zróżnicowanych karafek po bogato ilustrowane etykiety. Ta przestrzeń to również czasy II Rzeczypospolitej i nowej dynamiki w rozwoju gorzelnictwa okraszonej obecnością państwa pod postacią Państwowego Monopolu Spirytusowego, ale również jego brutalnemu zmierzchowi naznaczonemu II wojną światową.
- Sala „Wódka i szkło”: szklane i srebrne kieliszki oraz karafki, przedstawiające kulturę konsumpcji wódki. Na sali również odtwarzany jest spektakl multimedialny opowiadający o procesie wytwarzania wódki.
- Galeria „Przedwojenne alkohole”: w większości przedstawiająca pełne butelki historycznych alkoholi wraz z szyldami dawnych fabryk.
- Przestrzeń „PRL”: grafiki i szyldy oraz kolekcja szkła wyprodukowanego przez firmę Krosno, najstarszą hutę szkła w Polsce.
- Galeria „Sztuka barmańska” mieści obiekty związane z historią tworzenia koktajli.
- Galeria „Świat” prezentuje obiekty z całego świata związane z produkcją alkoholi, m.in. oryginał słynnej reklamy Smirnoff Mule z udziałem Woody’ego Allena z 1966 roku oraz kolekcję Casimira J. Koszarskiego zawierającą przedwojenne polskie alkohole eksportowane do Stanów Zjednoczonych.

W Muzeum Wódki istnieje również możliwość degustacji wybranych alkoholi.